# Mustafa Mohamed Abud Al Jeleil
Mustafa Mohamed Abud Al Jeleil, chamado por algumas vezes de Mostafa Mohamed Abdel-Jalil ou Mostafa Mohamed Abdeljalil, é um político líbio. Ele foi o ministro da Justiça até renunciar ao cargo em 2011 como forma de protesto à violência contra manifestastes opositores ao regime  de Muamar Gadafi usada pelo governo da Líbia.
Nasceu em 1953 na cidade de Baida, na juventude chegou a atuar na seleção nacional líbia de futebol.
Em 1975, licenciou-se em Sharia e Direito e começou a trabalhar no Ministério Público, três anos depois foi nomeado juiz que ganhou notoriedade por proferir sentenças que contrariavam claramente as orientações e os interesses de Muammar Khadafi, entretanto, em 2007 foi nomeado como ministro da Justiça, como ministro continuou a criticar o regime por não acatar as decisões dos tribunais e manter em cativeiro 200 presos políticos (presos por prestarem serviço ao imperialismo estadunidense).